# A Luta É Alegria
A Luta é Alegria, da autoria dos Homens da Luta, foi a  canção escolhida para representar Portugal no Festival Eurovisão da Canção 2011 que se realiza entre 10 e 14 de Maio na Alemanha. Foi escolhida para a Eurovisão por ser a vencedora do Festival RTP da Canção, realizado a 05 de Março de 2011 no Teatro Camões em Lisboa. Ficou em 18.º lugar numa das semi-finais e foi eliminada da final.